# Guddekoppa, Tirthahalli
Guddekoppa là một làng thuộc tehsil Tirthahalli, huyện Shimoga, bang Karnataka, Ấn Độ.